# Heinrich Pardon
Heinrich Pardon (* 3. September 1910 in Bochum; † 1. Juni 1968) war ein deutscher Politiker (SPD). Er war von 1958 bis 1968 Mitglied des Landtags von Nordrhein-Westfalen.

## Leben
Heinrich Pardon hatte die Volksschule besucht, bevor er Bergmann wurde. Seit 1946 war Pardon Mitglied der IG Bergbau und Energie. 1957 wurde er Betriebsratsvorsitzender der Schachtanlage König Ludwig 4/5, im Jahr 1959 Gesamtbetriebsratsvorsitzender der Ewald Kohle-AG.
Pardon trat 1945 der SPD bei. Im Jahr 1952 wurde er in den Rat der Stadt Recklinghausen gewählt. 
Bei den Landtagswahlen 1958, 1962 und 1966 wurde Pardon als Direktkandidat der SPD im Wahlkreis Recklinghausen-Stadt (93 bzw. 96) in den nordrhein-westfälischen Landtag gewählt. Vom 30. Juli 1962 bis zum 23. Juli 1966 war er stellvertretender Vorsitzender des Parlamentarischen Untersuchungsausschusses für Grubensicherheit des Landtags NRW. Pardon war Abgeordneter vom 21. Juli 1958 bis zu seinem Tod am 1. Juni 1968.